# Frank Forberger

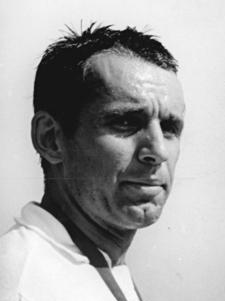
Frank Forberger (1970)

Frank Forberger (* 5. März 1943 in Meißen, Sachsen; † 30. September 1998 ebenda) war ein Ruderer aus der DDR.
Schon als Halbwüchsiger saß Frank Forberger im Ruderboot, einstweilen als Steuermann. Später ruderte er selbst, zuerst bei der BSG Einheit Meißen, 1965 wechselte er zum SC Einheit Dresden. Der Vierer ohne Steuermann von Einheit Dresden wurde in den nächsten Jahren zu einer Legende. Von 1966 bis 1972 gewannen Frank Forberger, Frank Rühle, Dieter Grahn und Dieter Schubert jeden großen Wettkampf. Die vier Ruderer wurden Weltmeister 1966, Europameister 1967 und Olympiasieger 1968. 
1969 erkrankte Frank Rühle. Forberger und Grahn starteten bei der Europameisterschaft im Zweier ohne und wurden Zweite. Mit dem wiederhergestellten Frank Rühle gewann man 1970 bei der Weltmeisterschaft, 1971 bei der Europameisterschaft und auch 1972 bei den Olympischen Spielen in München.
Frank Forberger starb am 30. September 1998 an einem Gehirntumor. 1999 wurde seine Tochter Anna Junioren-Weltmeisterin im Rudern.

## Ehrungen und Auszeichnungen
- 1968 wurde der Vierer ohne Steuermann von Einheit Dresden zur Mannschaft des Jahres in der DDR gewählt.
- 1980 nannte der Ruder-Olympiasieger von 1960 und Sportjournalist Moritz von Groddeck Frank Forberger auf Platz vier seiner Liste der 10 besten Ruderer aller Zeiten.
- 1968: Vaterländischer Verdienstorden in Silber
- 1971: Stern der Völkerfreundschaft in Silber
- 1972: Vaterländischer Verdienstorden in Gold